# Kazuo Ozaki (Fußballspieler)
Kazuo Ozaki (japanisch 尾崎 加寿夫 Ozaki Kazuo; * 7. März 1960 in Tokio) ist ehemaliger japanischer Fußballnationalspieler.

## Laufbahn
Ozakis Karriere begann 1978 als Achtzehnjähriger in der ersten japanischen Liga. Zuvor war er Kapitän der Juniorennationalmannschaft von Japan.
Kazuo Ozaki, insgesamt siebzehnfacher japanischer A-Nationalspieler kam 1983 als zweiter Japaner nach Yasuhiko Okudera  vom Mitsubishi-Werksteam Mitsubishi Motors in die Fußball-Bundesliga. Entdeckt hatte ihn Horst Köppel. Arminia Bielefeld nahm den schnellen Stürmer unter Vertrag, wo er bis 1988 blieb. In dieser Zeit absolvierte er 113 Ligaeinsätze für die Arminen, davon 62 in der ersten Fußballbundesliga. 1988 wechselte Ozaki für ein Jahr zum FC St. Pauli, brachte es dort allerdings nur auf sechs Spiele und kam über die Reservistenrolle nicht hinaus. Danach ging Ozaki für eine weitere Saison in den deutschen Amateurfußball, zu TuRU Düsseldorf, ehe er 1990 in seine japanische Heimat zurückkehrte. Er spielte noch einmal für Mitsubishi Motors bzw. Urawa Red Diamonds und Verdy Kawasaki in der J-League, konnte allerdings auch dort nicht mehr an alte Leistungen anknüpfen, so dass er 1993 seine Profikarriere beendete.
In Japan kam Ozaki auf 78 Erstligaeinsätze.
Heute arbeitet Kazuo Ozaki beim japanischen Fernsehen als Fußballkommentator.

## Kurioses
1984 lief Ozaki im Spiel Arminia Bielefeld gegen den FC Schalke 04 trotz Nasenbeinbruches auf. Er trug dabei eine sogenannte Gesichtsmaske. In jenem Spiel sah er außerdem die rote Karte. Es blieb sein einziger Platzverweis während seiner Profizeit in Deutschland.

## Fanclub
Nach Kazuo Ozaki benannte sich ein seit 1998 eingetragener Fanclub, mit dem Namen „Ozakis Erben“.